# Benzfetamina
La benzfetamina es un fármaco estimulante moderado del sistema nervioso central, con propiedades anorexígenas. La benzfetamina está usualmente indicada como coadyuvante farmacológico (asociado a una dieta hipocalórica) para el tratamiento a corto plazo (8 a 12 semanas) de la obesidad exógena. Se han reportado usos aislados de esta droga en la terapéutica del ADHD. 
La benzfetamina es una fenetilamina estrechamente relacionada con la anfetamina. En varios países hispanos se utiliza como monodroga genérica, incluida en fórmulas magistrales prescritas para la reducción de peso. Se trata de una sustancia controlada de acuerdo con la Convención Internacional de Psicotrópicos de 1971.

## Riesgo en embarazo y lactancia
Existe un riesgo elevado de defectos al nacer. La droga pasa a la leche materna.